# Stacey Fru
Stacey Fru, née le 16 février 2007 à Johannesbourg, est une romancière sud-africaine. Elle est l'une des plus jeunes autrices publiées du continent africain.

## Biographie
Née en 2007 à Johannesbourg, ses parents sont originaires du nord du Cameroun. Sa mère, Victorine Mbong Shu, a écrit plusieurs livre sur la parentalité. Elle écrit son premier roman, Smelling Cats, à l'âge de sept ans sans que ses parents ne soient au courant. Lorsque sa mère découvre son manuscrit, elle le fait publier.
Son roman Tim's Answer, est publié en 2019 en Afrique du Sud, simultanément en version écrite et en braille pour encourager l'inclusion.
En 2018, elle fonde sa propre fondation, la Stacey Fru Foundation qui travaille dans l'aide à l'éducation des enfants en Afrique. L'association fait également des dons de livres aux écoliers du continent.
En avril 2022, elle prend le poste de présidente de la société de technologie AfroStory. En avril 2023, elle est une des personnes récompensées par les World Literacy Awards. 

## Prix
- 2016 : Best Early Childhood Development de la National Development Agency[3]
- 2021 : Global Child Prodigy Award[8]
- 2022 : Ordre du Mérite camerounais[4]

## Œuvres
- Smelly Cats, 2015
- Bob and the Snake, 2016
- Smelly Cats on Vacation, 2018
- Tim’s Answer, 2019
- Where is Tammy?, 2019